# Ała (Rosja)
Ała (ros. Ала) – wieś w Rosji, w Dagestanie, w rejonie gunibskim. W 2010 liczyła 140 mieszkańców, głównie Awarów.